# Lesnica (Slowakije)
Lesnica  is een Slowaakse gemeente in de regio Prešov, en maakt deel uit van het district Stará Ľubovňa.
Lesnica telt 523 inwoners.